# Emmanuel Amuneke
Emmanuel Amuneke (* 25. Dezember 1970 in Eze Obodo, Nigeria) ist ein ehemaliger nigerianischer Fußball-Stürmer. Er bestritt eine Vielzahl an Länderspielen für die nigerianische Fußballnationalmannschaft und war Teil der Mannschaft, die an der Fußball-Weltmeisterschaft 1994 teilnahm und die Fußball-Afrikameisterschaft 1994 gewann. Er trug auch zum Gewinn der olympischen Goldmedaille 1996 bei.

## Karriere

### Aktive Spielerkarriere
Amuneke startete seine Karriere 1989 mit der Anambra and Imo States Youth Soccer Association unter dem ehemaligen Super-Eagles-Nationalspieler Oscar Ezinwa, unter dem er später auch bei dessen Jugendacademy Divine Royal International Football Academy auflief. In seiner frühen Karriere gewann Amuneke Ligatitel in Nigeria und Ägypten. Nach der WM 1994 unterschrieb er, der damals noch bei Zamalek Kairo unter Vertrag stand, einen Vertrag beim MSV Duisburg und wurde der Öffentlichkeit vorgestellt. Zum Trainingsanfang erschien Amuneke aber nicht in Duisburg. Zu spät erfuhren die Verantwortlichen, dass er bereits einen Vertrag bei Sporting Lissabon unterschrieben hatte. Die FIFA erklärte zunächst den ersten Vertrag mit dem MSV für rechtens. Da Amuneke aber betonte, nie in Duisburg spielen zu wollen, machte auch die FIFA eine Kehrtwende. Der MSV Duisburg musste Amuneke für eine Million Dollar an Sporting Lissabon verkaufen. Dort wurde er berühmt, nachdem er ein Siegtor gegen den Erzrivalen Benfica Lissabon geschossen hatte. 1996 erhielt er den Titel BBC African Footballer of the Year. Er wurde vom spanischen Spitzenclub FC Barcelona für umgerechnet 3,6 Millionen während der Saison 1996/97 abgeworben, bestritt den Rest der Saison, bevor er wegen Verletzungen nur noch Ersatzspieler war. Knieprobleme hielten ihn auch von der Fußball-Weltmeisterschaft 1998 fern. Amuneke erholte sich nie vollständig und beendete seine Karriere, nachdem er in Jordanien eine letzte Saison gespielt hatte.

### Als Trainer
Nach dem Ende seiner aktiven Karriere wurde Amuneke 2008 Assistenztrainer von Luiz Ribeiro Pinto Neto beim Saudi-Premier-League-Verein Al-Hazm aus Ar Rass. Nach einem halben Jahr kehrte er dem Verein den Rücken und wurde Afrika-Scout von Manchester United. Am 23. Dezember 2008 startete er nach einem Vierteljahr in England seine Cheftrainer-Karriere beim nigerianischen National-League-Verein Julius Berger FC. Er trainierte den Verein aus Lagos jedoch nur ein Dreivierteljahr und wurde bereits im November des folgenden Jahres Cheftrainer des nigerianischen Premier-League-Vereines Ocean Boys. Anfang 2013 wechselte Amuneke zum nigerianischen Fußballverband und wurde Assistenztrainer der nigerianischen U17-Fußballnationalmannschaft. Von August 2018 bis Juli 2019 war Amuneke Trainer der tansanischen Fußballnationalmannschaft.

## Sonstiges
Im spanischen Fernsehen trat er in einer Werbung auf, die Scherze über seinen ausbleibenden Erfolg beim FC Barcelona reißt. Er spielt die Rolle eines Unternehmers, der eine Firma auf die Beine stellt, die Videos über seine Fußballtechnik verkauft. Die Werbung für dieses Video sagt: „Schaue dir seine Bewegungen immer und immer wieder an“, woraufhin sich wiederholende Clips folgen, in denen er einen Einwurf ausübt. Die Werbung kündigte nun einen kostenlosen Zusatz an: ein Video „Tanz mit Amuneke“, in dem man ihn ohne großes Können in einer Disko tanzen sieht.
Fälschlicherweise wird sein Nachname oft als Amunike wiedergegeben.

## Emmanuel Amunike Soccer Academy
Im Jahre 2002 gründete er die Emmanuel Amunike Soccer Academy in Ikorodu, Lagos State, bei der er gegenwärtig Vereinspräsident ist. Ihm assistieren dort seine beiden jüngeren Brüder Kingsley (* 1980) und Kevin (* 1986). Zu den bekanntesten Absolventen der Academy gehören die beiden in Europa spielenden Yusuf Otubanjo vom FC Red Bull Salzburg und Babatola Abiola vom spanischen Tercera-División-Verein CD Cayón.

## Einzelbelege
1. ↑  World Cup France 1998 – Nigeria (Memento vom 4. Juni 2011 im Internet Archive); at Sports Illustrated
2. ↑  ‘Nigeria ’ll win World Cup with grassroots players’ (Memento des Originals vom 4. März 2016 im Internet Archive)  Info: Der Archivlink wurde automatisch eingesetzt und noch nicht geprüft. Bitte prüfe Original- und Archivlink gemäß Anleitung und entferne dann diesen Hinweis.
3. ↑  50 famous NPL transfers abroad - SuperSport - Football
4. ↑  Amunike: How Injury Cut Short My Barca Stay, Articles | THISDAY LIVE (Memento vom 3. Oktober 2013 im Internet Archive)
5. ↑  Ex-Barcelona Winger Emmanuel Amuneke To Coach Nigeria's Ocean Boys
6. ↑  allAfrica.com: Nigeria: Amuneke Bags Berger Job
7. ↑  Top Nigerian Clubs Target Emmanuel Amuneke As Coach - Goal.com
8. ↑  Eaglets ready for FIFA U-17 challenge, says Amuneke (Memento vom 6. November 2013 im Webarchiv archive.today)
9. ↑  ‘EX-PLAYERS WHO WANT TO HELP NIGERIAN FOOTBALL ARE REGARDED AS BEING BROKE’ – AMUNIKE
10. ↑  Emmanuel Amunike Soccer Academy | LinkedIn
11. ↑  EMMANUEL AMUNEKE: My Academy WILL Return
12. ↑  We should start Rebuilding - RODOLFO ZAPATA - All Nigeria Soccer